# Svensk film

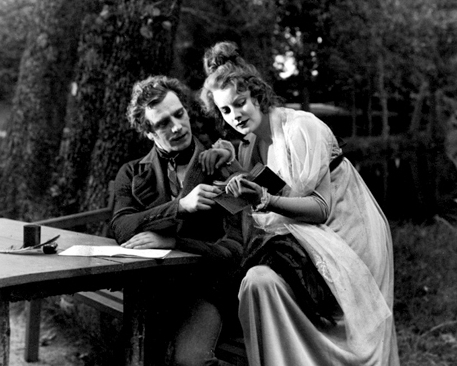
Greta Garbo är en av de internationellt mest berömda svenska skådespelarna. Här i Gösta Berlings saga (1924) tillsammans med Lars Hanson. Det var Garbos första stora filmroll och blev avstampet för hennes kommande karriär i Hollywood.

Svensk film inbegriper såväl svensk filmproduktion som visning av svensk och utländsk film på biografer, i television, via filmklubbar och genom annan distribution sedan slutet av 1800-talet. Utöver vanlig spelfilm, TV-film och dokumentärfilm (kortfilm och långfilm) finns animerad film, musikfilm / musikvideo, konstfilm / videokonst och så kallad lågbudget–, independent– och nollbudgetfilm.

## Inledning
Svensk filmverksamhet har i olika omgångar väckt internationell uppmärksamhet och ibland betraktats som själva födelseplatsen och symbolen för filmen som rent konstverk (till exempel ägnade den europeiska TV-serien till filmens 100-årsjubileum, Cinema Europe; The Other Hollywood/Filmens Europa 1995, ett helt avsnitt åt Svensk film – filmen som konst). Sedan stumfilmens dagar, via andra halvan av 1900-talet, till 2000-talet har mängder av svenska filmer, regissörer, skådespelare, filmfotografer, dokumentärfilmare etc skapat uppståndelse, vunnit priser och haft framträdande roller även i utländsk filmproduktion, i framför allt Europa och Hollywood, där vissa till och med ingår bland dess filmhistorias största namn. Begrepp som "Den svenska synden", vänstervågens film, "konstfilm", "det svenska tungsinnet", svensk barnfilm och "Det svenska deckarundret" har blivit internationella begrepp i filmhistorien på olika sätt. Den svenska filmfinansieringsmodellen sedan 1963, med det så kallade filmavtalet mellan filmbranschens parter och med en 10% avgift på all filmvisning för stöd till ny svensk filmproduktion, har varit tämligen unikt i världen. I maj 2015 meddelade dock kulturminister Alice Bah Kuhnke att bruket av filmavtal avskaffas från och med 2017, då det sista avtalet löpt ut. Filmfinansieringen ersätts i stället av en statlig budgettilldelning och höjd moms för biografvisning.
Den första svenska filmen var en journalfilm som gjordes 1897. Några år senare började korta spelfilmer produceras. Svensk film blev internationellt uppmärksammad åren runt 1920 genom verk av regissörerna Victor Sjöström och Mauritz Stiller. Både Sjöström och Stiller, samt Greta Garbo, flyttade i slutet av 1920-talet till USA och Hollywood, där redan tidigare andra, såsom Anna Q. Nilsson, etablerat sig som några av dess främsta tidiga stjärnor.
Den första svenska ljudfilmen spelades delvis in i en ljudstudio i Paris. Den hette När rosorna slå ut, regisserades av Edvin Adolphson och hade stockholmspremiär den 30 juli 1930. Det svenska filmutbudet på 1930- och 1940-talen dominerades av dramer och komedier med sånginslag, pilsnerfilmer och beredskapsfilmer.
Svensk film vann åter internationellt erkännande på 1940- och 1950-talen. Nils Poppes film Pengar – en tragikomisk saga (1946) vann bland annat Guldmedalj vid Filmfestivalen i Venedig och Arne Sucksdorffs kortfilm Människor i stad (1947) belönades med Oscar, Alf Sjöbergs Fröken Julie (1951) och Ingmar Bergmans Sommarnattens leende (1955) vann priser i bland annat Cannes. Under 1960-talet blev även Mai Zetterling, Vilgot Sjöman och Bo Widerberg uppmärksammade utomlands.
Ingmar Bergman har behållit sin plats som den store mästaren inom svensk film även efter sin död. Men där finns andra svenska regissörer som också gjort sig bemärkta internationellt. De mest namnkunniga är Jan Troell, Stefan Jarl, Lasse Hallström och Roy Andersson. Under 2000-talet har regissörerna Lukas Moodysson, Thomas Alfredson, Mikael Håfström och Daniel Espinosa blivit engagerade för filmproduktioner i USA och England.
Förutom dessa har nationell press och media uppmärksammat en rad regissörer, som med ett eget filmiskt uttryck berikat svensk film: Marie-Louise Ekman, Agneta Fagerström-Olsson, Björn Runge, Ruben Östlund, Lisa Aschan, duon Fredrik Edfeldt och Karin Arrhenius, Måns Månsson och Gabriela Pichler.

## Tidig svensk film

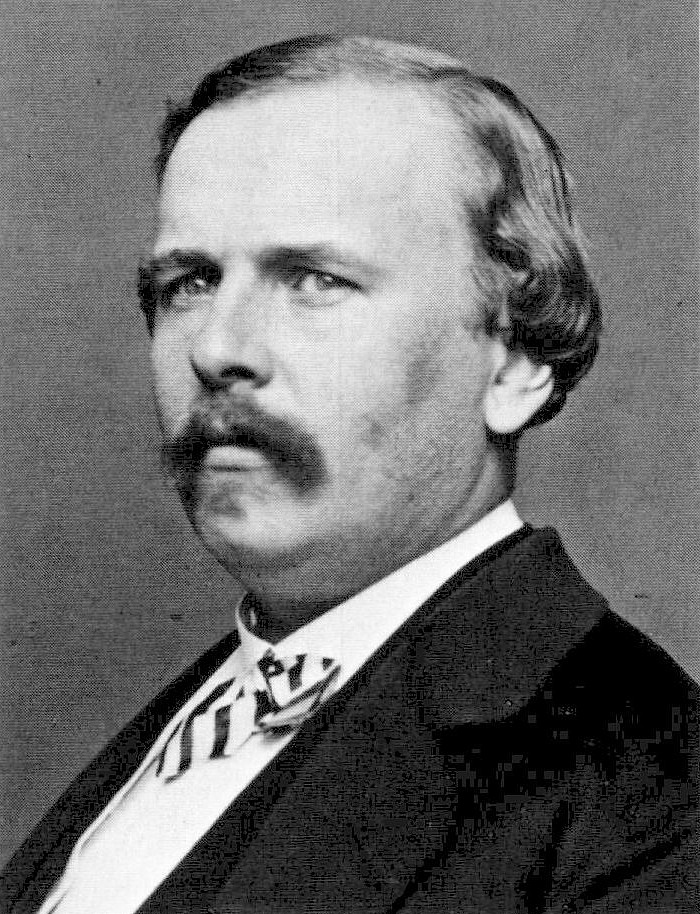
Filmdistributören Numa Peterson.

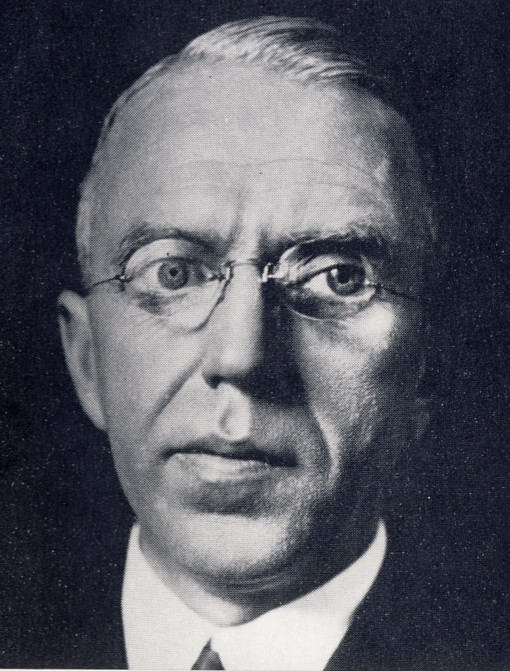
Filmdirektören Charles Magnusson.

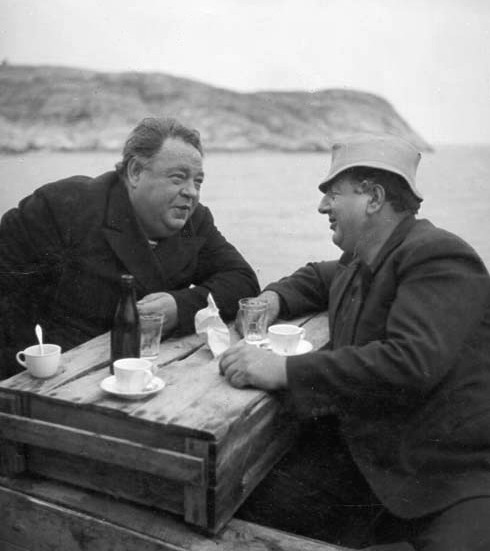
Komediskådespelaren Edvard Persson (vänster) talar med stuntmannen Allan Waldner.

Filmkonsten kom tidigt från Europa till Sverige. Den första filmvisningen i Sverige äger rum på Pilstorps Sommar-Teater i anslutning till Industri- och slöjdutställningen i Malmö 28 juni 1896, året efter att den första visningen någonsin ägt rum i Paris.Bakom visningarna i Malmö, vilka kom att pågå till slutet av september, låg Koncertpalæet i Köpenhamn som med hjälp av författaren Adolf Langsted i Paris lyckats skaffa filmer och projiceringsapparat till malmövisningarna. Ett år senare, 18 maj 1897, öppnar Sveriges första biograf vid Allmänna konst- och industriutställningen i Stockholm med namnet Lumières Kinematograf i Gamla Stockholm, även kallad Kinematografen i Gamla Stockholm. Förutom pionjärerna bröderna Lumières filmer från Paris visas upptagningar med Oscar II. Bakom Kinematografen i Gamla Stockholm och de tidigaste filminspelningar i Sverige samt deras distribution stod apotekaren och affärsmannen Numa Peterson och hans bolag Numa Petersons Handels- och Fabriks-AB.
Den första filmen som spelades in på svensk mark var den tyska produktionen Komische Begegnungen im Tiergarten zu Stockholm, som Max Skladanowsky spelade in utanför Novilla på Djurgården i Stockholm 1896. Den första svenska produktionen var Konungens af Siam landstigning vid Logårdstrappan, en journalfilm upptagen av fotografen Ernest Florman av Kung Oscar II som välkomnar kung Chulalonkorn av Siam, nuvarande Thailand, vid Logårdstrappan i Stockholm, 1897. Även filmupptagningar av Alexandre Promio med bland annat Oscar II gjordes vid denna tid.
De tidiga filmerna utgjordes framför allt av kortare scener, men år 1907 bildades AB Svenska Biografteatern i Kristianstad och under direktören Charles Magnussons ledning vågade man sig år 1909 på Värmlänningarne, Bilder ur Fänriks Ståls sägner och Bröllopet på Ulfåsa. Skådespelarna i dessa filmer var amatörer, men 1910 påbörjades inspelningsarbetet av Regina von Emmeritz och Konung Gustaf II Adolf och Järnbäraren med Gustaf Linden som regissör och kända skådespelare som Carl Barcklind, Anna Hoffman-Uddgren, Sigurd Wallén och Gösta Ekman d.ä. i rollerna, samt aktörer från Kungliga Teatern. Denna Sveriges första spelfilmateljé finns i dag bevarad som Filmmuseet i Kristianstad.
Det var dock först sedan man 1911 flyttat verksamheten från Kristianstad till Lidingö som de svenska filminspelningarna verkligen tog fart. Victor Sjöström skapade år 1913 debatt om fattigvården med Ingeborg Holm, den första film som fick internationellt erkännande, och inledde med Terje Vigen (1917) den svenska filmens första guldålder som varade fram till år 1924. Bland Sjöströms övriga filmer under denna tid märks Tösen från Stormyrtorpet, Berg-Ejvind och hans hustru, Ingmarssönerna, Hans nåds testamente, Klostret i Sendomir och inte minst Körkarlen. Mauritz Stiller tog snart upp tävlan med filmer som Sången om den eldröda blomman, Herr Arnes pengar, Johan, Erotikon och Gösta Berlings saga. Ivan Hedqvist hade även stora framgångar som regissör med bland annat Dunungen och Carolina Rediviva.
Under tiden arbetades det också på andra fronter. Hasselblads Fotografiska AB vid Otterhällan i Göteborg företog inspelningar. Likaså Pathé frères svenska filial. De sammanslogs 1917 till AB Skandia i Stockholm med ateljé i Långängen på Lidingö. Där spelade John W. Brunius in de första av sina filmer, bland vilka märks Mästerkatten i stövlar, Synnöve Solbakken , Thora van Deken, Gyurkovicsarna och En lyckoriddare. AB Skandinavisk filmcentral började 1919 inspelningar i Sverige och Danmark. Båda dessa bolag gick 1920 respektive 1922 upp i AB Svenska biografteatern, som 1920 antog namnet AB Svensk filmindustri och öppnade sin stora produktionsanläggning i Råsunda, Filmstaden, som under drygt fem decennier skulle komma att bli centralpunkten för svensk filmproduktion därefter.
Mauritz Stiller var ansvarig för Greta Garbos tidiga popularitet, i synnerhet genom filmen Gösta Berlings saga (1924). Många av de filmer som gjordes av Svenska Biografteatern hade en betydande påverkan när det gäller tyska stumfilmsregissörer och tidiga ljudfilmsregissörer, mycket beroende på att Tyskland stod utan påverkan från fransk, brittisk och amerikansk film under första världskriget.[källa behövs]
I mitten av 1920-talet flyttade Sjöström, Stiller och skådespelare som Greta Garbo och Lars Hanson till USA, och i Hollywood gjorde Sjöström flera filmer, däribland en av hans mest kända, The Wind (1928). Utflyttningen av de två regissörerna skapade ett vakuum i svensk film. Sjöström återvände till Sverige 1928, där han gjorde två till filmer som regissör, men även var verksam som skådespelare. Hans mest kända roll är i Ingmar Bergmans Smultronstället (1957).
Under 1920-talet hamnade svensk filmbransch i återkommande finansiella kriser. Detta följde bland annat på efterkrigsdepressionen och börskraschen 1929, som gjorde att arbetslösheten ökade kraftigt och biobesöken i sin tur minskade. Vidare gick exporten sämre än förväntat, dels på grund av att de krigsdrabbade länderna hade hunnit återuppbygga sina filmindustrier och dels på grund av att marknaden dumpades av den amerikanska försäljningen. Svensk Filmindustri, som hade kommit till i decennieskiftet genom fusionen mellan AB Svenska Biografteatern och Filmindustri AB Skandia, blev därför tidigt ett företag med "våldsamt accelererande problem".

## Trettiotal och talfilmens genombrott
Under etableringen av talfilm i början av 1930-talet stabiliserades den svenska filmproduktionen. Publiken återvände i stora skaror och efterfrågan på den svenska filmen ökade. Många lantliga komedier producerades, i vilka Edvard Persson och Dagmar Ebbesen var populära ansikten.
Edvard Persson medverkade som skånsk, trygg centralfigur i totalt 46 filmer, varav några stumfilmer han själv regisserade på 1920-talet. Han blev ett begrepp inom svensk film under 1920-1950-talen med sin speciella huvudbonad och sång till luta i filmer som Söder om landsvägen (1936), Skanör-Falsterbo (1939), Nils Holgerssons underbara resa (1939), Kalle på Spången (1939), den första svenska färgfilmen Klockorna i Gamla sta'n (1946), Jens Månsson i Amerika (1948), med stora framgångar hos svensk-amerikaner på rundresa med Stig Olin, samt Vart hjärta har sin saga (1948) och Flickan från Backafall (1953).
Under 1930-talet var filmen fortfarande till stor del mer eller mindre som en förlängning av den folkliga teatertraditionen, skådespelarna talade och agerade mycket som man gjorde på teaterscenen och många filmmanus byggde på folklustspel och "buskiskomedier". Däribland fanns populära verk som Gideon Wahlbergs Söderkåkar (1932) och Pensionat Paradiset (1937), båda regisserade av Weyler Hildebrand. Med denna sistnämnda föddes den föraktfulla benämningen pilsnerfilm och det mer seriöst inriktade Kultursverige startade en upprörd kulturdebatt, där bland annat den svenska kritikerkåren arrangerade ett allmänt möte i Stockholms Konserthus för att få stopp på denna sorts "lågkulturella" underhållning, som dock mycket uppskattades av en bred publik. De folkliga framgångarna fortsatte till exempel med Sigurd Walléns Anderssonskans Kalle (1934) och Ebberöds bank (1935).
Några populära filmpersonligheter under denna tid var även komikern Fridolf Rhudin och Adolf Jahr med en mängd folkliga filmer.
I "pilsnerfilmen" både åts och dracks det åtskilligt. Den största publikframgången för säsongen 1938-1939 var emellertid melodramen En kvinnas ansikte (1938) med Ingrid Bergman. Det fanns fler andningshål i pilsnerflödet: Karl Fredrik regerar (1934) handlar om stataren Karl-Fredrik, som i filmen får personifiera socialdemokratins väg till makten i Sverige. Enligt Leif Furhammar kännetecknas mycket av den svenska 1930-talsfilmen av en "överslätande kompromissanda", som också präglar de filmer som ska belysa samhällets problem och konflikter. Nämnda Karl Fredrik regerar slutar mycket riktigt i försoning mellan arbete och kapital. I denna tid skapades bland annat också två nya stora svenska filmbolag, Europafilm 1930 och Anders Sandrews film- och teaterimperium Sandrews 1937. Genom dessa bolag har många framstående och populära svenska filmer filmer producerats, vid sidan av det dominerande Svensk Filmindustri.
Några ledande populära skådespelare under den "äldre eran" på 1930-1960-talen var Thor Modéen, Åke Söderblom, Adolf Jahr, Hjördis Petterson, Julia Cæsar, Dagmar Ebbesen, Ludde Gentzel, Fridolf Rhudin, Erik "Bullen" Berglund, Douglas Håge, Edvin Adolphson, Lars Hanson, Gösta Ekman d.ä., Sickan Carlsson, Annalisa Ericson, Maj-Britt Nilsson, Eva Henning, Nils Poppe, Elof Ahrle, Sigge Fürst, Karl-Arne Holmsten och Inga Tidblad.

## Fyrtiotal och andra världskriget
Under andra världskriget gjorde svensk film konstnärliga landvinningar, framför allt tack vare regissörerna Gustaf Molander, Hasse Ekman och Alf Sjöberg. Den så kallade beredskapsfilmen med populära aktörer och komiker i militäruniform kom att fungera som ett psykologiskt försvar under kriget.[källa behövs] Regissörer som Schamyl Bauman, Ivar Johansson, Ragnar Frisk, Lars-Eric Kjellgren, Rolf Husberg och Sigurd Wallén tillhörde de produktiva inom olika genrer.
Gustaf Molander gjorde ett stort antal filmer, däribland uppmärksammade "motståndstema-filmer" med bland andra Lars Hanson, Victor Sjöström och Inga Tidblad, såsom Vilhelm Mobergs Rid i natt! (1942), Det brinner en eld (1943) och Kaj Munks Ordet. Han fortsatte sin omfattande produktion sedan med till exempel kärleksdramat Sången om den eldröda blomman (1956) med Jarl Kulle och Edvin Adolphson.
Alf Sjöberg regisserade 1944 Ingmar Bergmans manusdebut Hets med Stig Järrel uppmärksammad som den diktatoriske läraren med öknamnet "Calligula". Filmens framgångar ledde till att Bergman året därpå kunde regidebutera med sin egen Kris, följd av en rad fyrtiotalsfilmer med bland andra hans tidiga favoritaktörer Birger Malmsten och Stig Olin, såsom Det regnar på vår kärlek (1946), Fängelse (1948) och Törst (1949).
Alf Sjöberg kom att bli en av de främsta dramatiska, internationellt uppmärksammade regissörerna. Han debuterade redan 1929 med stumfilmen Den starkaste men vann senare framgång med filmer som Rune Lindströms Himlaspelet (1942), Ivar Lo-Johanssons Bara en mor (1949), den internationellt prisbelönta August Strindbergs Fröken Julie (1951), Pär Lagerkvists Barabbas med Ulf Palme i titelrollen, Karin Månsdotter (1954) med Ulla Jacobsson i titelrollen och den starka Domaren (1960).
Hasse Ekman blev som son till Gösta Ekman d.ä. uppmärksammad tidigt och regidebuterade med Med dej i mina armar 1940. Under världskriget fortsatte han med flygarfilmen Första divisionen (1941) och Excellensen (1944), efter Bertil Malmbergs nazistkritiska skådespel, som tyska ambassaden tryckte på för att stoppa. Han kom att bli en av de ledande svenska filmskaparna med filmer som Flickan från tredje raden (1949), Flicka och hyacinter (1950) – med hans hustru och återkommande huvudrollsinnehavare Eva Henning – och även till exempel Karl Gerhard-filmen Jazzgossen (1958). Med Fram för lilla Märta (1945) skapade han berättelsen om Stig Järrel som utklädd musiker i damorkester många år före den kända amerikanska Marilyn Monroe-filmen I hetaste laget. Han spelade också ofta ledande roller i sina egna och andras filmer, bland annat i några av Ingmar Bergmans filmer.
Även bygdedramer som Gustaf Edgrens Driver dagg faller regn (1946) var populära under 1930-1960-talen. Ragnar Frisks populära komedier om Åsa-Nisse, med John Elfström i titelrollen som uppfinningsrik smålänning, gjordes 1949-68 i totalt 21 filmer.
Rolf Husbergs Barnen från Frostmofjället (1945) blev en omtalad filmhistoria, som fick tårarna att rinna i biosalongerna.
Musik och sång blev med förbättrad ljudinspelningskvalitet allt oftare en framträdande del av svensk film sedan 1930-talet. I såväl Edvard Persson-filmer som beredskapsfilmer, "Den sjungande bonden" i Åsa-Nisse-filmerna, Ingmar Bergmans Jungfrukällan och så vidare så var det vanligt att aktörerna brast ut i sång och dans. 1940 väckte Alice Babs både glädje och upprördhet som rebellisk, sjungande skolelev i Swing it, magistern!; hon gjorde därefter ett antal filmroller, däribland ett 20-tal musikfilmer. Rena operettfilmer som Weyler Hildebrands Löjtnantshjärtan (1942) förekom också. Andra exempel är Rolf Husbergs senkomna "beväringsfilm" Flottans glada gossar (1954). På 1950-60-tal kom även en rad filmer med musikartister som Povel Ramel, Thore Skogman och Lill-Babs.
Nils Poppe sjöng och dansade med Annalisa Ericson i operettfilmer som Blåjackor (1945) och Greven från gränden (1949), med den populära dansen lambeth walk. Han fick hyllningar och Hollywood-erbjudanden av bland andra Charlie Chaplin, då han debuterade som regissör med den internationellt hyllade Pengar – en tragikomisk saga (1946), som bland annat vann Guldmedalj vid Filmfestivalen i Venedig, följd av den metafysiska Ballongen samma år. Han vann även stora framgångar, också internationellt, med en rad filmer med sina komiska figurer "Sten Stensson Stéen" (från 1945) och "Fabian Bom", inlett med Soldat Bom (1948).
Arne Sucksdorffs kortfilm Människor i stad (1947) belönades med Oscar. Han kom sedan att göra ett antal filmer i skärningen mellan dokumentärfilm, spelfilm och inte minst naturfilm. Han har blivit känd som en pionjär inom svensk naturfilm och verkade både i Sverige och andra världsdelar, såsom i Indisk by (1951), Det stora äventyret (1953), Pojken i trädet (1961) och Mitt hem är Copacabana (1965). Han kom på 1960-talet att lämna svensk film och bosätta sig i Brasilien.
I Sucksdorffs spår har senare filmare som Stefan Jarl och duon Fredrik Edfeldt / Karin Arrhenius följt och efter hand har ju en omfattande regelrätt naturfilmsgenre för främst TV-bruk vuxit fram. På senare tid har filmaren Mikael Kristersson rönt stor uppmärksamhet och fått ett flertal internationella priser för sina naturlångfilmer som Falkens öga (1998) och Ljusår (2008). Även filmare som Mattias Klum med Monika Klum har uppmärksammats för ett flertal internationella naturfilmer.

## Femtiotal

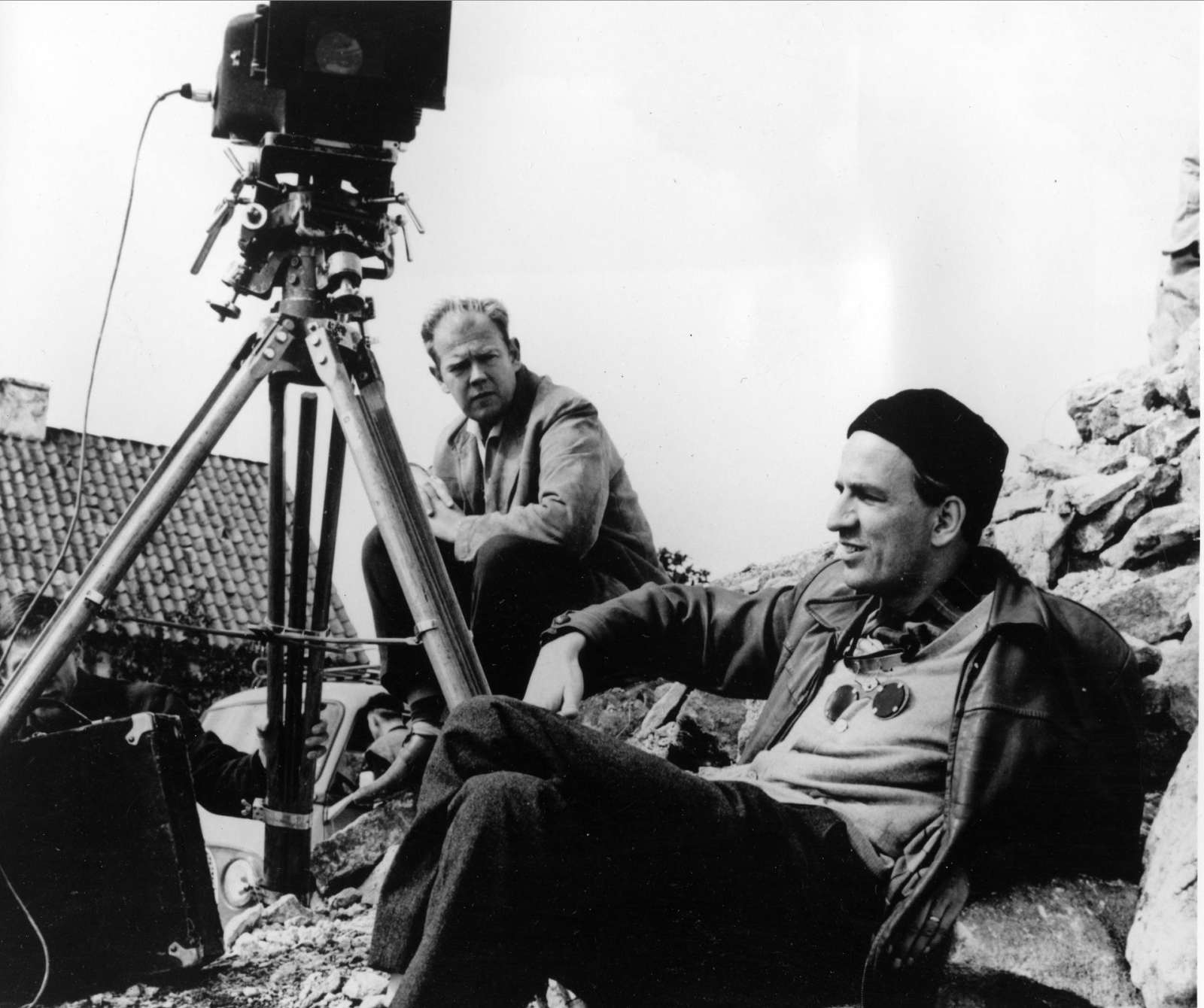
Sven Nykvist och Bergman under inspelningen av Såsom i en spegel (1961).

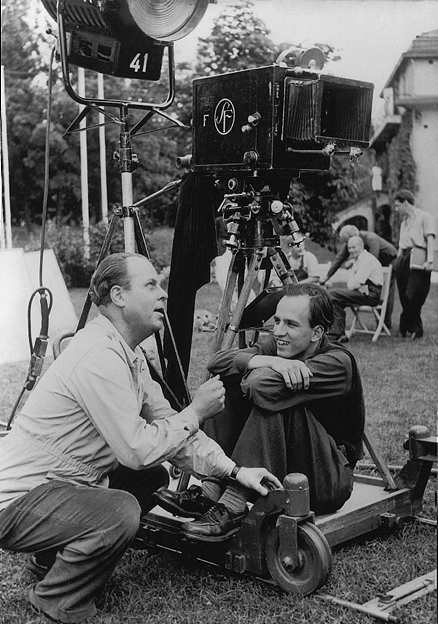
Ingmar Bergman under inspelningen av Kris (1946).

Den mest kända och inflytelserika svenska regissören, Ingmar Bergman, fick sitt riktiga genombrott under 1950-talet. Han började göra film i mitten av 1940-talet och 1955 gjorde han Sommarnattens leende, vilken vann pris i Cannes och gav honom internationell uppmärksamhet. Två år senare gjorde han två av sina mest kända filmer, Det sjunde inseglet (1957) och Smultronstället (1957), men också filmer som Sommarlek (1950), Gycklarnas afton (1953) och Ansiktet (1958) är personliga, konstnärligt nyskapande filmer från denna tid. På 1960-talet vann han en Oscar för bästa utländska film två år i rad, med Jungfrukällan (1960) och Såsom i en spegel (1961). Han vann ännu en Oscar för det stora dramat Fanny och Alexander (1982). Sven Nykvist har också blivit tilldelad en Oscar för bästa foto i Bergmans Viskningar och rop (1973) och blev efter hand en efterfrågad filmfotograf internationellt.
Fotografen Sven Nykvist, som arbetade nära tillsammans med Bergman kan sägas ha haft det största inflytandet för foto inom svensk film (nämnas bör också stumfilmsperiodens Julius Jaenzon). Efter att Nykvist erhållit Oscars för bästa foto vid två tillfällen är han av många ansedd som en av de största filmfotograferna genom tiderna. Nykvist har dessutom regisserat bland annat filmen Oxen (1991), som blev nominerad till en Oscar för "Bästa utländska film" 1992. Andra framstående filmfotografer är bland andra Bergmans tidigare fotograf Gunnar Fischer med sönerna Jens Fischer och Peter Fischer, Jörgen Persson, Göran Strindberg, fotografen/regissören Jan Troell, Lars Björne, Rune Ericson, Tony Forsberg, Lars Crépin, Andra Lasmanis, Peter Mokrosinski och Göran Nilsson.
Nakenhet på film inleddes med några korta scener med två filmer i början av 1950-talet. Först var Hon dansade en sommar (1951) med Ulla Jacobsson och Folke Sundquist i regi av Arne Mattsson, som var en produktiv regissör av inte minst tidiga kriminalfilmer och dramer. Året därpå kom Sommaren med Monika (1952) med Harriet Andersson och Lars Ekborg i regi av Ingmar Bergman. Med dessa skapades begreppet "den svenska synden", som kommande år skulle späs på ytterligare och på 1960- och 1970-tal även skapa en våg av ryktbara mer eller mindre pornografiska filmer såsom Fäbodjäntan (1978) och dansk-svensk så kallad gladporr.
Arne Mattsson var vid denna tid ett av de framträdande regissörsnamnen. Hon dansade en sommar (1951) fick stor internationell uppmärksamhet och filmpriser vid bland annat Filmfestivalen i Berlin. Han gjorde en del tunga dramer om människans livsvillkor, som Kärlekens bröd (1953) och Salka Valka (1954). Han gjorde sig inte minst känd som en av de tidiga skaparna av en rad kriminalfilmer och spänningsfilmer som Vaxdockan (1962) och Yngsjömordet (1966), baserad på ett verkligt brottsfall. På 1970-talet sökte han sig utomlands för ett antal filmer.
En annan framgångsrik regissör var Göran Gentele, som skapade en version av klassiska Värmlänningarna (1957) och eleganta komedier som Leva på "Hoppet" (1951), Fröken April (1958) och Sängkammartjuven (1959). Han var också verksam vid Dramaten och var internationellt uppmärksammad operaregissör med flera operafilmer och blev chef för såväl Kungliga Teatern som Metropolitan Opera i New York.
Det växte också fram olika grupper med en ny sorts humoristiska filmer, bland annat inspirerade av amerikansk crazyhumor. Däribland var Povel Ramel (med regidebuterande Stig Olin) respektive Gösta Bernhard och trion Tre Knas och skådespelare som Yvonne Lombard, Martin Ljung, Sune Mangs, Carl-Gustaf Lindstedt och Gus Dahlström.

## Sextiotal
I samband med den stora svenska Filmreformen (med ny filmfinansiering genom avskaffandet av biografskatten) och skapandet av Svenska Filminstitutet 1963 med Sveriges första riktiga Filmskola 1964 (sedermera utvidgat till Dramatiska Institutet (DI) i det nya Filmhuset på Gärdet i Stockholm), Filmtidskriften Chaplin, och filmpriset Guldbaggen började en helt ny era inom svensk filmproduktion. Nyckelpersonen i denna nystart var Harry Schein, en person som väckte både positiva och negativa reaktioner inom svensk filmbransch, då även den allmänna politiskt reforminriktade vänstervågen påverkade samhälle och kultursyn. Influerat av bland annat den "franska nya vågen" skulle man lämna de så vanliga studioinspelningarna med teatermässiga underhållningsformer och i stället sträva efter att "skildra verkligheten" med "vanliga människor" ute i samhället och ställa samhället och konventionerna under analys och ifrågasättande. Denna nya rörelse växte fram parallellt med andra filmer som Lars-Magnus Lindgrens Änglar, finns dom? (1961) och Käre John (1964), båda med Christina Schollin och Jarl Kulle i centrum.
Bland nya regissörsnamn fanns Vilgot Sjöman och Bo Widerberg. Sjöman debuterade med Älskarinnan (1962), men fick betydligt större uppmärksamhet i Sverige med sin film 491 (1964), efter romanen med samma namn av Lars Görling. Sjöman fortsatte att vara kontroversiell med filmen Jag är nyfiken - gul (1967). I USA ansågs filmen vara pornografi och var förbjuden fram till 1969. Filmen blev ursprungligen förbjuden av censuren även i Sverige, på grund av de vågade sexuella scenerna med Lena Nyman och Börje Ahlstedt. Efter en del klippning släpptes den dock 1964. När filmen kom ut på marknaden fick den ett enormt genomslag och drog massor med åskådare, vilket gjorde den till den mest framgångsrika svenska exportfilm någonsin. Förmodligen var den också ett instrument för att belägga ryktet om synen på att svensk film – och kanske svenskar i allmänhet – har en liberal attityd mot sexualitet.

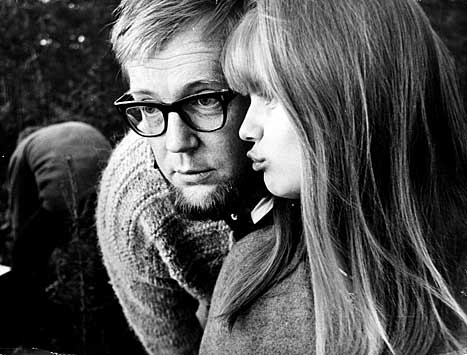
Regissör Vilgot Sjöman tillsammans med Lena Nyman under inspelningen av Jag är nyfiken - gul (1967).

Widerbergs film Kvarteret Korpen (1963) och Mannen på taket (1976) är stora svenska filmklassiker. Widerberg har så många som tre oscarsnomineringar för "Bästa utländska film" för Kvarteret Korpen (1963), Ådalen 31 (1969) och Lust och fägring stor (1995).

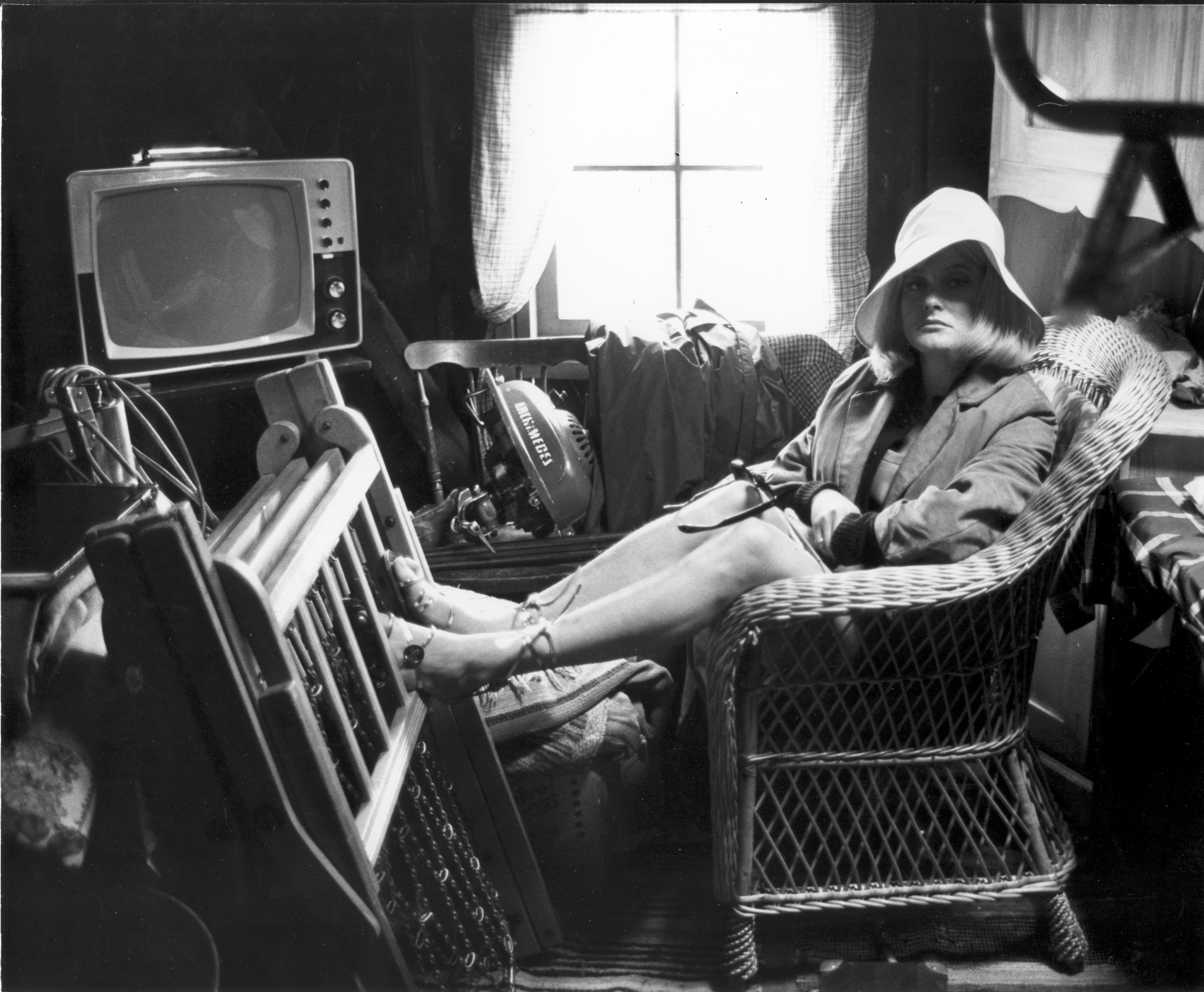
Monica Zetterlund i en paus under inspelningen av filmen Att angöra en brygga (1965).

Mai Zetterling debuterade som regissör med filmen Älskande par (1964), som nominerades till Guldpalmen i Cannesfestivalen. Hennes andra film, Nattlek (1966), väckte stort uppseende som Sveriges officiella representant vid biennalen i Venedig 1966. Den feministiska filmen Flickorna (1968) handlar om ett teatersällskap som repeterar Aristofanes pjäs Lysistrate.
Nya uppmärksammade regissörer under 1960-1970-tal var även Kjell Grede, Johan Bergenstråhle och Jonas Cornell. Kjell Grede med ett egensinnigt filmberättande i filmer som Harry Munter (1969), Klara Lust (1971), TV-serien En dåres försvarstal (1976), Hip hip hurra! (1987) och God afton, Herr Wallenberg (1990). Han har senare bland annat verkat som rektor för Dramatiska Institutets filmutbildningar.
Johan Bergenstråhle har verkat inom teatern och gjort utmanande filmer som Made in Sweden (1968), Baltutlämningen (1970) och Hallo Baby (1975) med provocerande erotik med hustrun Marie-Louise De Geer Bergenstråhle.
Jonas Cornell tillhörde första kullen i den nyinrättade Filmskolan och har gjort samhällskritiska filmer som Grisjakten (1969) med Hasse Alfredson som diktatorisk byråchef i statsapparaten men också flera uppmärksammade TV-serier som storsjukvårdskritiska Babels hus (1981), Apelsinmannen (1990) och Jonas Gardells självbiografiska En komikers uppväxt (1992).
År 1968, kom Stefan Jarls och Jan Lindqvists dokumentärfilm Dom kallar oss mods. Filmen, den första i det som skulle komma att bli en trilogi, är en oroväckande film om några tonåringar i utanförskap. Bland den nya våg av samhällsgranskande dokumentärfilm återfinns också internationellt uppmärksammade filmare som Eric M Nilsson.
Även Jörn Donner gjorde från 1960-talet en mängd filmer. Han kom sedermera att bli chef för Svenska Filminstitutet och producera storfilmer som Fanny och Alexander och Ingenjör Andrées luftfärd på 1980-talet.
Flera av Ingmar Bergmans nära medarbetare har också själva regisserat egna filmer genom åren. Stig Olin gjorde under 1950-talet ett flertal filmer, såsom Resan till dej (1953) med Alice Babs, den självbiografiska Gäst i eget hus (1957) och Du är mitt äventyr (1958). Fotografen Sven Nykvist gjorde tillsammans med Olof Bergström Afrika-filmen Under Södra korset (1952) och själv Lianbron (1965) och Oxen (1991). I delad regi och manus gjorde Nykvist, Ingrid Thulin och Erland Josephson En och en (1978). Ingrid Thulin gjorde sedan den självbiografiska Brusten himmel (1982) och Erland Josephson bland annat äktenskapskomedin Marmeladupproret (1980), förutom att med Bergman skriva manus till bland annat småstadskomedin Lustgården (1961) i regi av Alf Kjellin. Jarl Kulle både skrev, regisserade och agerade i till exempel Bokhandlaren som slutade bada (1969) och Ministern (1970). Max von Sydow regisserade Herman Bangs finstämda danska landsbygdsdrama Vid vägen 1988. Dessutom har Gunnel Lindblom och Liv Ullmann regisserat ett antal filmer.

## Sjuttiotal
Från sent 1960- till tidigt 1980-tal gjorde Hans Alfredson och Tage Danielsson med sitt bolag AB Svenska Ord ett flertal filmer efter att SF hade blivit tipsade av Ingmar Bergman att låta, som Bergman uttryckte det, "två roliga grabbar på Gröna Lund" göra en film. De gjorde ett antal filmer, både tillsammans och enskilt fram till Tages död, varefter Hasse fortsatte ensam. Bland deras gemensamma filmer kan nämnas Att angöra en brygga (1965), Äppelkriget (1971), och Picassos äventyr (1978). Tage regisserade ensam filmerna "Mannen som slutade röka" (1972) och "Släpp fångarne loss - det är vår!" (1975), medan Hasse på egen hand filmade "Ägget är löst" (1975) och Den enfaldige mördaren (1982). Flera av filmerna vann guldbaggar för bästa film.
Jan Troell började sin karriär som Widerbergs fotograf, men skulle snart debutera med sin egen film Här har du ditt liv (1966). Under tidigt 1970-tal regisserade han Utvandrarna (1971) och uppföljaren Nybyggarna (1972) efter Vilhelm Mobergs episka skildringar av den svenska emigrationen till Amerika under 1800-talet. Utvandrarna nominerades till fyra Oscar, inklusive bästa regissör och bästa foto. Efter att Troell flyttat till Hollywood, där han regisserade Pionjärerna (1974) med Gene Hackman, och Orkanen (1979) återvände han till Sverige för att göra Ingenjör Andrées luftfärd (1982), en film om upptäckaren Andrées missöde under 1897 års polarexpedition. Filmen fick en oscarsnominering för bästa utländska film. Bland senare verk finns den kontroversiella filmen Il Capitano (1991), Hamsun (1996), om Knut Hamsun, Så vit som en snö (2001) och en mängd dokumentärfilmer.
Marianne Ahrne väckte uppmärksamhet med filmer som Fem dagar i Falköping (1975) och Långt borta och nära (1976). Stig Björkman har varit verksam som bland annat regissör, manusförfattare, filmöversättare, filmkonsulent och författare av en mängd böcker och intervjuskrifter om film. Sedan 1964 har han regisserat ett flertal konstnärliga filmer, såsom Jag älskar, du älskar (1968), Georgia, Georgia (1972), Den vita väggen (1975) och Bakom jalusin (1984).
Även dokumentärfilmare som Maj Wechselmann och Ingela Romare utvecklade sin verksamhet vid denna tid. Christina Olofson började sin verksamhet inom dokumentärfilmen tillsammans med bland andra Göran du Rées med Tältet (1978) om den uppmärksammade teatermanifestationen Tältprojektet 1977, men har senare ägnat sig även åt spelfilm som ungdomsfilmen Sanning eller konsekvens (1997) med Tove Edfeldt i huvudrollen. Anders Wahlgren har sedan 1970-talet gjort en mängd kritiska och historiska dokument om det svenska samhällets och städernas förändringar. Han har även gjort spelfilm som Moa (1986) om författarna Moa Martinsons och Harry Martinsons äktenskap.
1970-talet var tiden för en mängd fria teatergruppers framväxt och 1976 skapade Musikteatergruppen Oktober med regissören Stellan Olsson Sven Klangs kvintett, som ses som ett centralt verk i den fria kulturens historik.
Lars Lennart Forsberg blev prisad för Misshandlingen 1969 och gjorde under 1970-1980-talen tre uppmärksammade TV-filmer av författaren "Slas" berättelser med Janne Carlsson i huvudroller, däribland Vem älskar Yngve Frej? (1973) och fortsatte med TV-serier och långfilmer som Måndagarna med Fanny (1977) och Kristoffers hus (1979).
Bland många andra filmer som utmärkte mycket av 1970-talets stil var Christian Lunds och Lars Molins roande och oroande Badjävlar (1971). En annan sida av decenniet visas i Anja Breiens internationellt prisade Hjalmar Söderberg-filmatisering Den allvarsamma leken (1977), som gav Lil Terselius i huvudrollen en Guldbagge.
En egensinnig särling, som sökte ett nytt experimenterande filmspråk var Jösta Hagelbäck, som vann uppmärksamhet och internationella filmpriser med Kejsaren (1979). Han engagerade sig sedan tidigt i frågor som miljöförstöring och den teknologiska samhällsutvecklingen i Illustrerat samtal med professor Lars Kristiansson (1985) och Venus 90 (1988). En annan udda filmare är konstnären Carl Johan De Geer med främst egensinniga TV- och dokumentärproduktioner sedan 1950-talet.

## Åttiotal
Under 1980-talet kom en ny våg av populär, bredare underhållningsfilm att alltmer ta sin plats och till stor del ersätta de mer introspektiva och samhällsengagerade formerna från 1960-1970-tal. Komediskaparen Lasse Åberg introducerade den bortkomne figuren "Stig-Helmer Olsson" i en serie "resefilmer" med start i publiksuccén Sällskapsresan 1980, följd av Sällskapsresan II – Snowroller (1985). På Sveriges Television kom liknande underhållningsfilmer som Vi hade i alla fall tur med vädret 1980 av Kjell Sundvall, som var ett av de nya framträdande regissörsnamnen inom underhållningsfilmen och skulle få senare framgångar som Jägarna (1996). Bland andra populära och actionfyllda underhållningsfilmer fanns serien av filmer om "Jönssonligan" (inledd med Varning för Jönssonligan 1981 av Jonas Cornell), Göta kanal (1981) och Strul (1988) av Jonas Frick med Björn Skifs i huvudrollen. Mats Arehn började delvis inom underhållningsäventyr som Kalabaliken i Bender (1983), men har senare gjort andra filmer som En film om kärlek (1987). Staffan Hildebrand väckte uppmärksamhet med ungdomsfilmer som G (1983), Stockholmsnatt (1987) och Ingen kan älska som vi (1988), som också var Izabella Scorupcos filmdebut. 1986 debuterade Gösta Ekman den yngre som långfilmsregissör med Morrhår och ärtor, utöver en mängd småberättelser om figuren "Gunnar Papphammar". Efter flera års amerikansk verksamhet återvände Gunnar Hellström till Sverige med komedin Raskenstam (1983), följd av Zorn (1994). Till 50-årsminnet av andra världskriget gjorde Svensk Filmindustri 1989 storsatsningen 1939, som kom att bli Helena Bergströms bredare genombrott i huvudrollen.
På Sveriges Television skedde också stegvisa förändringar, då TV-teaterns pjäser, som varit ett stående inslag sedan TV:s start på 1950-talet, alltmer började ersättas av TV-serier i amerikansk och brittisk stil, inspirerat av en mängd stora, mångåriga, importerade tittarsuccéer som Hem till gården sedan sent 1970-tal och Dallas sedan 1985. Framgångsrika svenska TV-serier hade gjorts under flera år av bland andra Bengt Lagerkvist och Håkan Ersgård, såsom Hemsöborna (1966), Röda rummet (1970), Din stund på jorden (1973), Raskens (1973), rekordlånga Hem till byn (1971–2006), Ärliga blå ögon (1977) och Hedebyborna (1978–1982), en rad olika polisserier, samt inte minst Olle Hellboms många Astrid Lindgren-familjeserier sedan tidigt 1960-tal. Från 1985 inleddes dock en ny epok av mer "industrimässigt" producerade, mångåriga så kallade "TV-såpa"–serier såsom Lösa förbindelser, Varuhuset, Goda grannar och Rederiet. Samtidigt gjordes även andra slags TV-filmer, såsom Lars Molins många filmer och populära TV-serie Tre kärlekar (1989) och Inger Åbys poetiska, prisbelönta musikfilmer, ofta med koppling till Gustaf IIIs tid och miljöer.
Bland mer seriöst inriktade biograffilmer kom till exempel Hans Alfredsons uppmärksammade Den enfaldige mördaren (1982), Jan Troells Ingenjör Andrées luftfärd (1982), Lennart Hjulströms och Agneta Pleijels Berget på månens baksida (1983), Ingmar Bergmans mångfaldigt prisbelönta storfilm Fanny och Alexander (1982) – och den mindre Efter repetitionen (1983) – , flera filmer av Allan Edwall som Limpan (1983) och Åke och hans värld (1984), Bo Widerbergs Ormens väg på hälleberget (1986), Vilgot Sjömans kammarspel Fallgropen (1989) och Åke Sandgrens uppmärksammade dansk-svenska debut Miraklet i Valby (1989).
En stor filmhändelse var det då den avhoppade sovjetiske regissören Andrej Tarkovskij gjorde sin sista film Offret på Gotland 1986 med bland annat tre svenska skådespelare, Erland Josephson, Allan Edwall och Sven Wollter. Filmen vann en Guldbagge för bästa film samma år.
Regissören Lasse Hallström gjorde sin långfilmsdebut med komedin En kille och en tjej (1975) med Magnus Härenstam och Brasse Brännström. Han var mannen bakom de flesta av Abbas musikvideor, precis som filmen Abba – the Movie (1977). Filmen Mitt liv som hund (1985) blev Hallströms stora genombrott även internationellt och nominerades bland annat för två Oscars 1987. I den filmen debuterade också Melinda Kinnaman i en av de ledande barnrollerna. Efter denna framgång fick Hallström en mängd erbjudanden från utlandet och han har sedan dess i princip flyttat sin verksamhet till att arbeta med amerikansk film och blivit ett framstående namn inom främst stora episka dramafilmer och relationshistorier - Gilbert Grape (1993), Ciderhusreglerna (1999), Chocolat (2000) och Casanova (2005), bland andra. 2012 återvände han och hustrun Lena Olin tillfälligt till Sverige med filmen Hypnotisören.
Kay Pollak började på 1970-talet som TV-regissör och specialiserade sig på film om barns och ungas verklighet i det moderna samhället, gjorde långfilmen Elvis! Elvis! 1975 och väckte stor uppmärksamhet och samhällsdebatt med Barnens ö 1980. Han fortsatte med Älska mej (1986) men tenderade på grund av sin noggranna äkthetsambition, inte minst i arbetet med barnskådespelarna, att överskrida budgetramarna, varför det dröjde till 2004 med nästa film, den prisade Så som i himmelen med grund i hans egna livserfarenheter och arbete med personlig utveckling.
Flera kvinnliga regissörer inledde sin huvudsakliga regikarriär på 1980-talet. Gunnel Lindblom inledde med Paradistorg 1977 och gjorde senare bland annat Sally och friheten (1981), med Ewa Fröling i titelrollen, samt Sommarkvällar på jorden (1986). Suzanne Osten debuterade med filmen om sin mor, Mamma 1982 och fortsatte med egensinniga filmer som Bröderna Mozart (1986). Egensinniga filmer kom också från konstnären Marie-Louise De Geer Bergenstråhle (sedermera Marie-Louise Ekman), som efter att ha agerat i filmer långfilmsdebuterade med Moderna människor (1983) och fortsatte med bland annat Stilleben (1985). Agneta Fagerström-Olssons Seppan kom 1986 och Agneta Elers-Jarleman vann Guldbaggen för Bästa film med dokumentären Smärtgränsen (1983). Ann Zacharias regi- och manusdebuterade med svensk-franska filmen Testet 1987.
En udda filmskapare vid sidan av de vanliga filmetablissemangen var Mats Helge Olsson, som sedan 1970-talet gjort ett antal filmer med skådespelare som Carl-Gustaf Lindstedt och Per Oscarsson, däribland den beryktade historiska komedin Sverige åt svenskarna (1980), med Oscarsson som regissör och huvudrollsinnehavare som en mängd påhittade medeltidskungar. Han byggde sedan upp en egen "filmstad" i Västergötland, där han producerade en mängd lågbudget-actionfilmer på engelska för en internationell marknad.
Ungefär samtidigt gjorde filmarna Peter Borg, Johan Dernelius och Anders Jönsson internationella lågbudgetfilmer i Skåne för en engelskspråkig TV och VHS-marknad. De tre mest kända är splatterfilmen Fränder (1986), Next of Kin på engelska, komedi- skräckfilmen Scorched Heat (1987). Kanske mest känd för att den hade SVT programledaren Harald Treutiger i huvudrollen. Även spökthrillern Sounds of Silence (1989) distribuerades runt om i världen, med bland annat Die Hard 2 skådespelaren Peter Nelson i huvudrollen och svenske Rico Rönnbäck i en ledande biroll.
Med influenser från Hollywood har även en blygsam produktion av skräckfilmer och filmer med övernaturliga inslag skett emellanåt, till exempel Arne Mattssons Vaxdockan (1962), Joakim Ersgårds internationellt uppmärksammade Besökarna (1988), den kritikerrosade Den osynlige (2002) eller Tomas Alfredsons prisade Låt den rätte komma in (2008). Det mesta inom dessa genrer är dock lågbudgetproduktioner för en specialintresserad publik. Det har växt fram särskilda festivaler som Fantastisk Filmfestival i Lund med en internationell anknytning sedan 1995.
Andra större filmfestivaler som uppstått i Sverige är förutom den stora Göteborg International Film Festival också till exempel Stockholms Filmfestival sedan 1990 och BUFF Filmfestival i Malmö sedan 1984.

## Nittiotal

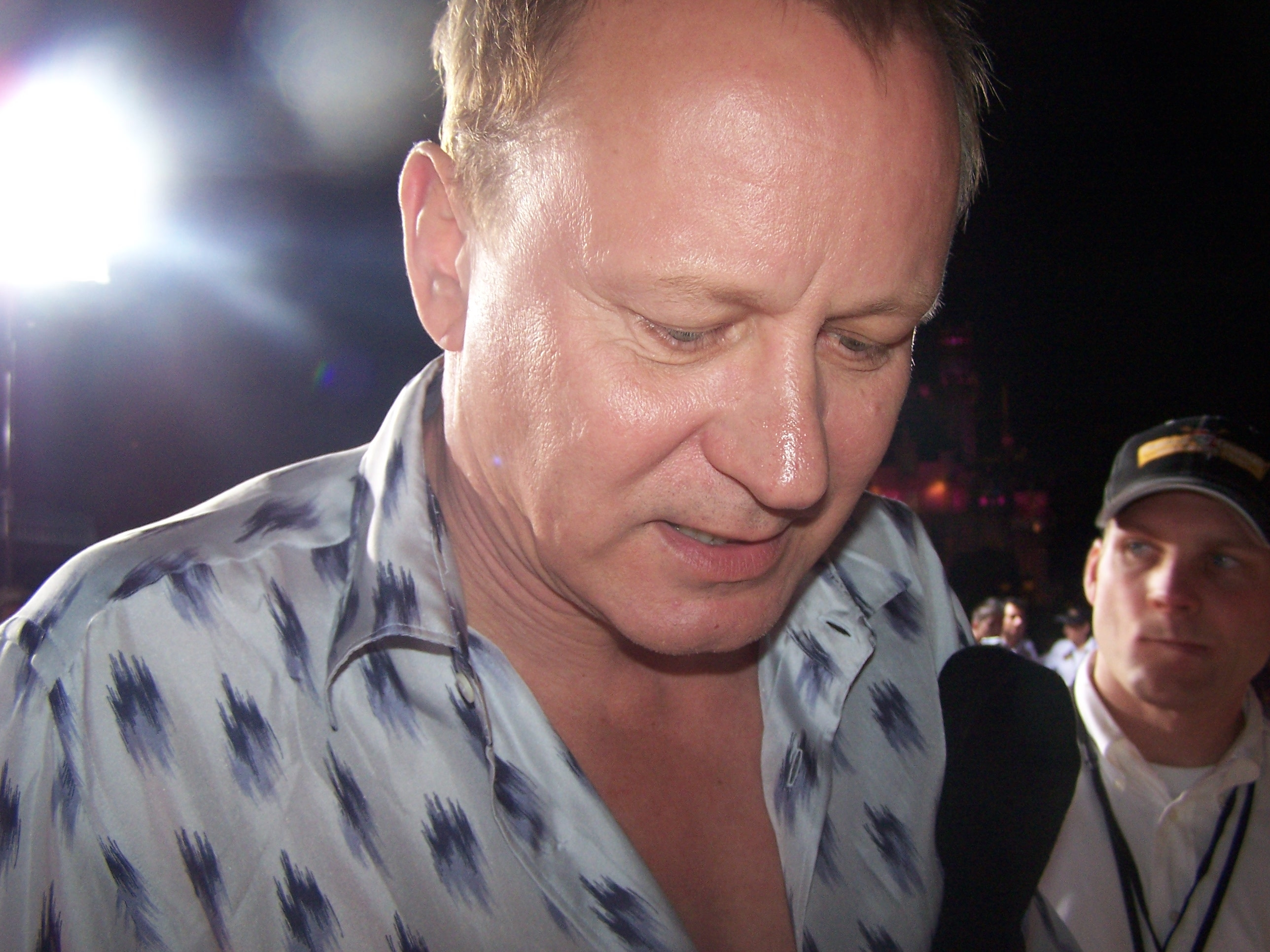
Skådespelaren Stellan Skarsgård.

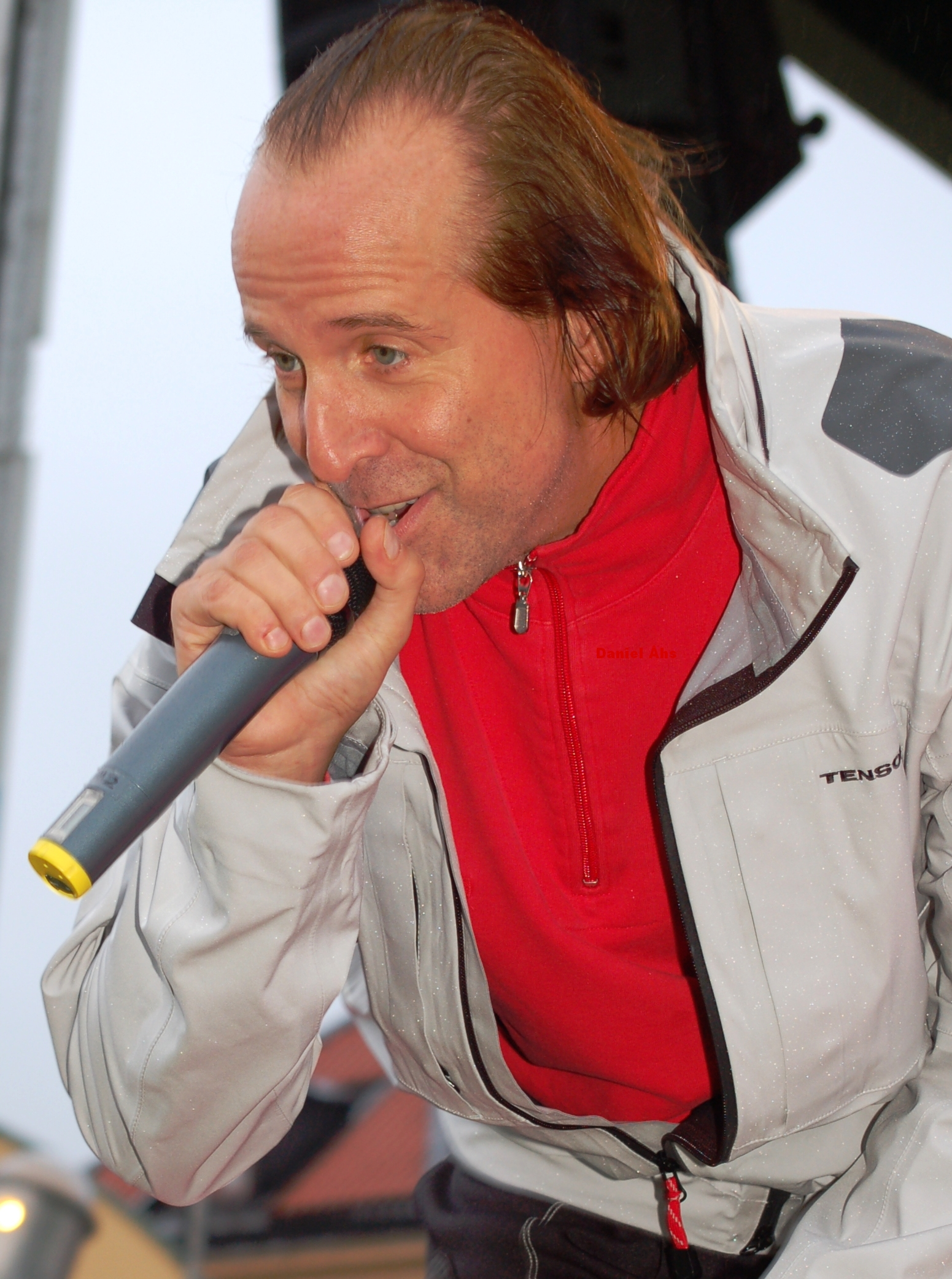
Skådespelaren Peter Stormare.

Göteborgs filmfestival skapade under hela 1990-talet långfilmen 90 minuter 90-tal som en stafettfilm sammansatt av tio olika delfilmer av tio utvalda regissörer etc, en historia per år, för att söka skapa en samlad överblick av vad svensk film innebar på 1990-talet inför sekelskiftet.
Speciellt tre regissörer fick sitt genombrott på 1990-talet:
Englandsfödde Colin Nutley hade flyttat till Sverige och etablerat sig som regissör med några filmer och TV-serier under 1980-talet, men riktigt folkkär blev han framför allt med den moderna bygdedrama-sviten inledd med den första Änglagård 1992. Därefter har han gjort åtskilliga publikdragande filmer, oftast med hustrun Helena Bergström i huvudrollen. Helena Bergström debuterade även hon som filmregissör med Se upp för dårarna (2007).
Richard Hobert hade gjort ett antal TV-filmer för SVT Malmö under 1980-talet – däribland i serien Skånska mord med Ernst-Hugo Järegård – och väckte uppmärksamhet med prisbelönta långfilmsserien De sju dödssynderna, inledd med Glädjekällan (1993) och avslutad med Födelsedagen (2000), med Göran Stangertz som genomgående avdankad rockmusiker och Camilla Lundén som hans följeslagare. Han har senare gjort prisade filmer som Alla älskar Alice (2002) och arbetar ofta med skådespelare som Sven-Bertil Taube och Lena Endre.
Lukas Moodyssons första långfilm Fucking Åmål (1998), en film om några tonåringars miserabla tillvaro i en liten svensk småstad, blev en enorm succé i Sverige och vann fyra Guldbaggar 1998. Nästa långfilm, Tillsammans (2000) var en komedi blandad med mörka sarkastiska undertoner och utspelar sig i Stockholm under 1970-talet. Men Moodyssons filmande tog sedan en radikal vändning. Lilja 4-ever (2002) är en mörk, tragisk historia om människohandel och filmen Ett hål i mitt hjärta (2004) handlar om en amatörporrfilmsinspelning - filmen blev mycket kontroversiell på grund av sina chockerande bilder och med filmen Container (2006) fortsatte han ett experimenterande sökande. 2009 gjorde han den internationella Mammut.
Några unga filmskapare som tonårige Daniel Fridell (Sökarna 1993, 30:e november 1995, med flera) och David Flamholc (Vackert väder 1996 och Nattbuss 807 1997) väckte uppseende med sina långfilmer för framför allt en ungdomspublik.
Ella Lemhagen långfilmsdebuterade med Drömprinsen – Filmen om Em (1996), följd av bland annat prisade Tsatsiki, morsan och polisen (1999) och Lisa Ohlin långfilmsdebuterade med Veranda för en tenor (1998). Anders Grönros gjorde två barnfilmer med mycket specialeffekter efter Maria Gripes berättelser: Agnes Cecilia – en sällsam historia (1991) och Glasblåsarns barn (1998).
Flera komikergäng dök upp på 1980- och 1990-talen med TV-serier och filmer. Hannes Holm och Måns Herngren har tillsammans (och även var för sig) väckt uppmärksamhet med komedier som TV-serien Smash (1990) och Adam & Eva (1997). Lorry-gänget gjorde mångåriga komediserier på TV och bland annat filmen Yrrol (1994), som gav Peter Dalle och Rolf Börjlind en Guldbagge. Peter Dalle har sedan gjort ett flertal filmer och Rolf Börjlind har varit inblandad i en mängd produktioner genom åren. En annan aktiv grupp är Killinggänget med bland annat Robert Gustafsson, Johan Rheborg och Henrik Schyffert. 1999 gjorde de filmen Torsk på Tallinn i sin speciella avmätta, skenrealistiska humorstil med Robert Gustafsson i ett flertal roller.

## 2000-tal
Roy Andersson fick sitt genombrott med sin första långfilm, En kärlekshistoria (1970), och tog hem fyra priser från den Internationella Filmfestivalen i Berlin samma år. Detta följdes av den finansieringskris som kom efter Giliap (1975) och han tog två decenniers uppehåll från filmproduktionen. Under de åren arbetade han med att göra reklamfilm och informationsfilmer och byggde upp sitt eget produktionscenter på Östermalm i Stockholm. I mars 1996 började Andersson filma den märkliga storproduktionen Sånger från andra våningen (2000), som slog igenom vid Cannes Film Festival samma år, där den vann Juryns specialpris. Anderssons återkomst var en enorm kritikersuccé, som lät honom vinna Guldbagge för bästa film, regi, foto, manus och ljud. Hösten 2007 kom Anderssons fjärde långfilm Du levande ut på bioduken och blev genast kritikerrosad. I sina sena filmer använder han främst, likt Federico Fellini, sitt eget stall av speciella personligheter och icke-professionella skådespelare. Vid Filmfestivalen i Venedig 2014 blev hans film En duva satt på en gren och funderade på tillvaron den första svenska filmen någonsin att vinna det finaste priset, Guldlejonet.
Josef Fares debuterade med komedier som Jalla! Jalla! (2000) och Kopps (2003) samt flyktingdramat Zozo (2005) och Reza Parsa uppmärksammades med dramat Före stormen (2000),
Björn Runge har framför allt inriktat sig på relationsdramer som Om jag vänder mig om (2003), liksom Maria Blom med komedier som Masjävlar (2004) och Hallåhallå (2014).
Bröderna Tomas och Daniel Alfredson har båda fått internationellt genomslag; Tomas Alfredson med det annorlunda vampyrdramat Låt den rätte komma in (2008) som ledde till den internationella spionfilmen Tinker, Tailor, Soldier, Spy (2011) och Daniel Alfredson med Stieg Larssons thrillerfilmserie Flickan som lekte med elden och Luftslottet som sprängdes (2009), som ledde till huvudrollsinnehavaren Noomi Rapaces internationella karriär, Inom liknande genre är Daniel Espinosas Snabba Cash (2009), som även för honom ledde till en verksamhet i Hollywood.
Andra filmskapare som har gjort succé och rönt uppmärksamhet på senare år är bland annat:
Jesper Ganslandt med Farväl Falkenberg (2006), Johan Kling med Darling (2007), Pernilla August med regidebuten Svinalängorna (2010) och den dansk-svenska TV-serien Arvingarna (2014), Lisa Langseth med Alicia Vikanders debut i Till det som är vackert (2010) och Hotell (2013), Lisa Aschan med Apflickorna (2011), Axel Petersén med Johannes Brost i Avalon (2011), Daniel Lind Lagerlöf med långfilmer och TV-serien Bibliotekstjuven (2011), Gabriela Pichler med Äta sova dö (2012) och med debuterande Nermina Lukac i huvudrollen, Malik Bendjellouls Oscarsbelönade dokumentär Searching for Sugar Man (2012) om den försvunne amerikanske musikern Sixto Diaz Rodriguez, Per Fly med filmdebuterande Edda Magnason som Monica Zetterlund i Monica Z (2013), konstnären Anna Odells prisade filmdebut Återträffen (2013) och Felix Herngrens publiksuccé Hundraåringen som klev ut genom fönstret och försvann (2013).
Ruben Östlund har både väckt kontroverser och växande internationella framgångar med sin speciella, inte helt lättillgängliga realismform i filmer som Gitarrmongot (2004), De ofrivilliga (2008), Play (2011) och Turist (2014). Den sistnämnda var den tredje av hans filmer som premiärvisats på Filmfestivalen i Cannes och vann 2014 Juryns specialpris.
Även annorlunda filmer som Fredrik Edfeldts och Karin Arrhenius Flickan (2009) och Faro (2013) och Levan Akins Katinkas kalas (2011) har uppmärksammats.
Komikern och filmskaparen Peter Magnusson har gått sin egen väg och gjort filmer som Sommaren med Göran (2009), En gång i Phuket (2012) och Tillbaka till Bromma (2014).
Också utländska regissörer med mera har ibland arbetat i Sverige, såsom Anja Breien med Den allvarsamma leken (1977), Hrafn Gunnlaugsson med Bödeln och skökan (1986), Susanne Bier med flera filmer sedan Freud flyttar hemifrån (1991), Bille August med bland annat Ingmar Bergmans TV-serie Den goda viljan (1991), Liv Ullmann med Ingmar Bergmans Enskilda samtal (1996) och Trolösa (1999) och Per Fly med Monica Z (2013) om Monica Zetterlund. Dessutom har sedan millennieskiftet ett antal till Sverige invandrade filmskapare lyckats etablera en filmverksamhet i landet, däribland Josef Fares, Reza Parsa, bröderna Othman Karim (Om Sara 2005, För kärleken 2010), Baker Karim (TV-serien Familjen Babajou 2009 med flera), dokumentärfilmaren Nahid Persson Sarvestani (Prostitution bakom slöjan 2004 med flera), Susan Taslimi (Hus i helvete 2002) och Rumle Hammerich (TV-produktioner).
En regional utveckling av 19 regionala resurscentra för film och video sedan 1990-talet, Filmcentrum, regionala filmstudio-anläggningar och organ för medfinansiering/service till filmproduktion – såsom Film i Väst, Film i Skåne, Filmregion Stockholm-Mälardalen och Film på Gotland – har bidragit till att filmproduktionen inte längre är lika koncentrerad till Stockholm som tidigare utan delvis utspridd i landet på såväl professionell som amatörnivå. Särskilt Film i Väst har sedan starten 1992 genom generösa finansieringserbjudanden lyckats attrahera en mycket stor mängd svenska och internationella inspelningar till studioanläggningen i Trollhättan, däribland flera internationella filmer av Lars von Trier (Dancer in the Dark 2000, och vidare) med internationella storstjärnor.
Ett växande antal svenska TV-serier har rönt allt större efterfrågan i en mängd länder världen över, alltsedan Astrid Lindgren-serier från 1960-talet och framåt, Ingmar Bergman-produktioner, polisserier om Kurt Wallander med flera – BBC har till och med spelat in egna engelskspråkiga filmserier om Wallander i anläggningarna i Ystad – och till 2010-talets flersäsongsserier som Bron och Äkta människor.

## Animerad film
Den främste svenske pionjären inom animerad film var Victor Bergdahl med närmare tjugo animerade kortfilmer under 1910–20–talen, de flesta med figuren "Kapten Grogg" i huvudrollen. Sedan dröjde det i princip till 1960-talet innan den andre store pionjären inom svensk animation, Per Åhlin och hans Pennfilm Studio gjorde animationsinslagen till Tage Danielssons spelfilm I huvet på en gammal gubbe (1968), följd av samma upphovsmäns barnklassiker Dunderklumpen! (1974). Båda dessa långfilmer med animationer kombinerade med vanliga skådespelare räknas som de första animerade svenska långfilmerna. Därpå gjorde Åhlins studio helanimerade filmer som TV-klassikern Sagan om Karl-Bertil Jonssons julafton (1975), Resan till Melonia (1989), Hundhotellet – En mystisk historia (2000) och Emil & Ida i Lönneberga (2013), förutom TV-serier som Alfons Åberg. För sina insatser tilldelades han det första Gullspira–priset vid Guldbaggegalan 2006.
I följden av Åhlin började sedan 1970-talet även andra göra animerade TV-produktioner för barn och ungdomar. Bland dessa återfinns Rune Andréasson (Bamse), Stig Lasseby (Agaton Sax och Pelle Svanslös), Olof Landström (Kalles klätterträd) , Jan Gissberg (Pelle Svanslös och Kalle Stropp och Grodan Boll), Lennart Gustafsson (Råttis) Kenneth Hamberg (Goliat), Lars Persson (mest känd för sitt samarbete med Per Åhlin och filmer om Lilla spöket Laban) och inte minst Magnus Carlssons svenskbaserade, internationella produktionsbolag Happy Life har rönt framgångar med TV-serier som Creepschool, De tre vännerna och Jerry, Da Möb, Loranga, Masarin och Dartanjang, Sune och hans värld, och Pettson och Findus, den sistnämnda även i form av flera långfilmer.
Efter rena dock-TV-program som Staffan Westerbergs Vilse i pannkakan i Sveriges Television på 1970-talet har även en mer fysisk animationsteknik med dockfigurer växt fram, så kallad stop motion–teknik. Bland annat har kortfilmen But Milk is Important (2013) av Anna Mantzaris och Eirik Grönmo Björnsen blivit internationellt prisad. Långfilmer inom denna genre är: Bland tistlar (2005) och Desmond & Träskpatraskfällan (2006).
Efter hand har ny teknik med datoranimering delvis ersatt eller kompletterat de gamla handtecknade teknikerna. Den första svenska 3D–animerade filmen kom ut 2009, Tomtar och troll - Den hemliga kammaren av bolaget White Shark, och har nått vissa framgångar internationellt. Den första stereoskopiskt 3D-animerade långfilmen var Resan till Fjäderkungens rike (2014).
Per Åhlin har under många år strävat efter möjligheten att kunna göra animerad film för en vuxenpublik, men animerad film är tids- och kostnadskrävande och denna sorts film har varit svår att finansiera i Sverige. Dock har kortfilmsproduktioner för vuxna börjat dyka upp av personer som Johan Hagelbäck och Jonas Odell med flera och 2009 kom Tarik Salehs dystopiska framtidsskildring Metropia som första långfilm. Även inom samtidskonsten har en animationsgenre vuxit fram och under 1990- och 2000-talen gjort tydliga avtryck internationellt, framförallt genom J. Tobias Anderson, Nathalie Djurberg, Cecilia Lundqvist och Magnus Wallin.
Några prisade/Guldbaggen-belönade svenska kortfilmer är Hem ljuva hem (1997) av Ulla-Carin Grafström, Glenn, the Great Runner (2004) av Anna Erlandsson, Slavar (2008) av David Aaronovitch och Hanna Heilborn och Tussilago (2010) av Jonas Odell.
En av världens tidigaste animationspionjärer var svenske Gustaf Tenggren, 1936-1940 chefsanimatör och Art Director vid Walt Disney Pictures i Hollywood för dess banbrytande första ljudlångfilmer som Snövit och de sju dvärgarna, Fantasia, Pinocchio och Bambi.
(Se vidare: Animerad film.)

## Förändrade finansieringsvillkor för svensk film
I januari 2012 upprättades, i samband med de sista förhandlingsrundorna för filmavtalet, några visionspunkter för svensk films framtida utvecklingsmål:
- Svensk film ska ha den högsta marknadsandelen i Norden för nationellt producerad film i alla visningsfönster
- Antalet biografbesök i Sverige ska öka, bland annat i syfte att öka intäkterna till detta avtal
- Visning av film i hela landet ska främjas
- Stöden ska fördelas så att de skapar bästa möjliga förutsättningar för en modern, stark och självständig filmproduktion och filmbransch så att cykliska förhållanden kan hanteras och nödvändig finansiering erhållas
- Stöden ska fördelas jämnt mellan kvinnor och män
- Stödgivningen ska utgå från ett mångfaldsperspektiv
- Sverige ska vara ledande i Europa i utveckling, produktion och distribution genom nya medier
- Sverige ska vara ledande i Europa inom såväl barn- och ungdomsfilm som dokumentärfilm
- Svensk film ska vara representerad i tävlingssektionerna på de internationella filmfestivalerna i Berlin och Cannes
- Svensk film ska vara representerad på de tio viktigaste internationella filmfestivalerna i världen

I maj 2015 beslutade kulturminister Alice Bah Kuhnke att vid utgången av det sista filmavtalet december 2016 avskaffa systemet med filmavtal, sedan filmbranschens snabba förändringar gjort fortsatta avtal enligt den gamla modellen närmast omöjliga. I stället ersätts avtalet med löpande statlig budgettilldelning och nya slags lösningar.
Ordförande för Sveriges biografägareförbundet Peter Fornstam menar, år 2019, att Filminstitutets enögda fokus på "mångfald" har gjort kvalitet sekundärt, och en delförklaring till varför svensk film inte lika populär som annan film.

## Svenskar utomlands
Alltsedan stumfilmens tid har ett flertal svenska skådespelare, regissörer, filmfotografer med flera haft en internationell karriär i bland annat Tyskland, Italien, Frankrike, Jugoslavien, Brasilien, Portugal, Danmark, Storbritannien och Hollywood.
Bland dessa skådespelare finns: Anna Q Nilsson, Victor Sjöström (även regissör med mera), Lars Hanson, Warner Oland, Greta Garbo, Ingrid Bergman, Kristina Söderbaum, Sarah Leander, Anita Ekberg, Ann-Margret, Viveca Lindfors, Signe Hasso, Mai Zetterling, Max von Sydow, Erland Josephson, Ann Zacharias. Maud Adams, Britt Ekland, Ingrid Thulin, Ernst-Hugo Järegård, Agneta Eckemyr, Harriet Andersson, Bibi Andersson, Sven-Bertil Taube, Bo Brundin, Dolph Lundgren, Joel Kinnaman, Melinda Kinnaman, Pernilla August, Peter Stormare, Lena Olin, Stellan Skarsgård, Malin Åkerman, Alexander Skarsgård, Bill Skarsgård, Alicia Vikander, Izabella Scorupco, Noomi Rapace, Ola Rapace, Mikael Nyqvist, David Dencik, Helena Mattsson, Rebecca Ferguson, Fares Fares, MyAnna Buring och Patrik Ersgård.
Bland regissörer finns: Victor Sjöström, Mauritz Stiller, Ingmar Bergman, Jan Troell, Alf Kjellin, Gunnar Hellström, Arne Mattsson, Arne Sucksdorff, Eric M Nilsson, Lasse Hallström, Charlotte Brändström, Lukas Moodysson, Mikael Håfström, Åke Sandgren, Solveig Nordlund, Tomas Alfredson, Daniel Espinosa, Joakim Ersgård, Pernilla August, Johan Renck och Jonas Åkerlund.
Bland filmfotografer, filmklippare/redigerare och övriga finns till exempel: Sven Nykvist, Tom Rolf, Per Hallberg och Paul Ottosson.
Bland filmanimatörer finns: Gustaf Tenggren.